# Oxyeleotris caeca
Oxyeleotris caeca är en fiskart som beskrevs av Allen, 1996. Oxyeleotris caeca ingår i släktet Oxyeleotris och familjen Eleotridae. Inga underarter finns listade i Catalogue of Life.